# Abel Niépce de Saint-Victor
Ne doit pas être confondu avec Claude Félix Abel Niépce.
Pour les articles homonymes, voir Niépce (homonymie) et Saint-Victor.
Claude Félix Abel Niepce,dit Abel Nièpce de Saint-Victor, né le 26 juillet 1805 à Saint-Cyr (Saône-et-Loire), près de Chalon-sur-Saône, et mort le 7 avril 1870 à Paris, est un militaire, inventeur, physicien, photographe, et chimiste français.
Il est le premier scientifique connu à avoir observé le phénomène de la radioactivité, près de 40 ans avant Henri Becquerel, mais n'a pas mesuré la portée de sa découverte qui est tombée en peu de temps dans l'oubli.

## Biographie

### Carrière militaire
Fils d'Augustin Niépce, cousin germain de Joseph Nicéphore Niépce, et d’Élisabeth Pavin de Saint-Victor, Abel Niépce de Saint-Victor est élève de l'École de Saumur dont il sort, en juillet 1827, avec le grade de maréchal des logis, appelé élève-instructeur. En octobre 1827 il est affecté comme instructeur au 1er régiment de dragons. Il est fait sous-lieutenant en décembre 1833, puis lieutenant en novembre 1841 où il est stationné à Montauban. En 1842 il propose un nouveau procédé de teinture des uniformes, utilisant le fustet (sumac des teinturiers). Michel-Eugène Chevreul, directeur des teintures à la manufacture nationale des Gobelins, est chargé, par le ministère des armées, d'évaluer ce procédé. Abel Niépce de Saint-Victor est ensuite capitaine de la garde municipale de Paris, de 1845 à 1848. Il devient commandant du Louvre en 1855.

### Vie privée
Abel Niépce de Saint-Victor épouse en 1839 Constance Dupleix. Quatre enfants naissent de cette union.

### Carrière scientifique

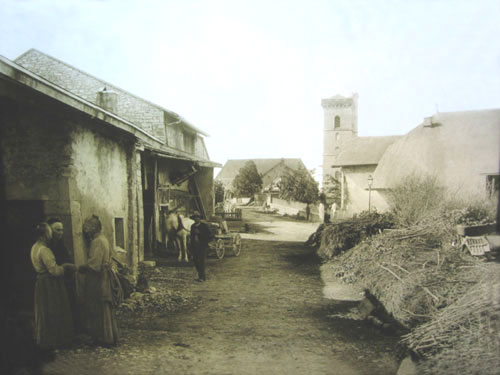
Épreuve photographique tirée d'un cliché-verre.

#### Photographie
À partir de 1845, Abel Niépce de Saint-Victor suit les cours de chimie de Michel-Eugène Chevreul, au Musée d'histoire naturelle à Paris. Il dispose, à la caserne de la place Monge, d'un local où il peut se livrer à ses expériences. Pionnier de la photographie, il poursuit les travaux de son "oncle" Nicéphore Niepce et met au point, en 1847, le premier procédé photographique sur verre. Un mélange de blanc d'œuf, d'iodure de potassium KI et d'un peu de chlorure de sodium NaCl est agité, filtré et déposé sur une plaque de verre. Après séchage, la plaque est plongée dans une solution de nitrate d'argent (Ag+, NO3−) acidifiée. Le développement se fait avec une solution d'acide gallique. Auparavant, les négatifs étaient obtenus sur papier (calotypes). Les négatifs obtenus à partir de ce processus à l'albumine ont une excellente définition. Le seul inconvénient du procédé est la longue exposition à la lumière qu'il nécessite. Abel Niépce de Saint-Victor présente son invention à l'Académie française des sciences, en 1848, et celle-ci lui attribue, l'année suivante, un prix de deux mille francs pour ses travaux.
Par la suite, Abel Niépce de Saint-Victor améliore son procédé en utilisant des sels de fer et de l'asphalte sensibilisé, auxquels il ajoute des résines en poudre, comme celles utilisées par les artistes, pour les aquatintes. Cette méthode, appelée niepceotype, et qui ouvre la voie au procédé au collodion humide, est, par la suite, utilisée par les frères Langenheim, pour les photographies de leurs lanternes magiques. La sensibilisation de l'asphalte est obtenue en exposant la poudre ou la solution à la lumière et à l'air durant quelques heures.
Dans son laboratoire installé dans la caserne du faubourg Saint-Martin à Paris, Abel Niépce de Saint-Victor travaille sur la fixation photographique des couleurs naturelles, ainsi que sur l'amélioration du procédé de gravure héliographique pour l'impression photomécanique de son oncle. Sa méthode d'impression photomécanique, l'héliogravure, est publiée, en 1856, dans le Traité pratique de gravure héliographique. Par rapport à la méthode de Nicéphore Niepce, le procédé mis au point par Abel Niépce de Saint-Victor utilise, pour la gravure sur métal, un vernis et un dissolvant de compositions différentes. Le vernis est constitué, en volume, de 88 % de benzène C6H6, de 10 % d'essence de citron et de 2 % de bitume de Judée. La composition, en volume, du dissolvant, est de 83 % d'huile de naphte et 17 % de benzène. L'épaisseur de bitume est très faible, ce qui réduit fortement les temps de pose, par rapport à la méthode de Nicéphore Niepce. Avec l'héliogravure, ils vont d'une dizaine de minutes, pour une exposition à la lumière solaire, à travers un négatif sur plaque de verre, à deux à trois heures pour un négatif sur papier translucide. Les épreuves sont, ensuite, gravées par un graveur. Le principal défaut de la méthode est l'absence de demi-teintes.
Dans les années 1850, les travaux d'Abel Niépce de Saint-Victor sont souvent publiés dans le journal La Lumière de la Société héliographique de Paris. Il s'associe aux graveurs Adolphe Pierre Riffaut et à son épouse Pauline, ainsi qu'aux Frères Bisson.
À partir de 1862, il est membre de la Société française de photographie. Avec Edmond Becquerel, il essaie d'obtenir les premières photographies en couleur, mais ne réussit pas à les fixer de façon satisfaisante. Pour cela, il faudra attendre les travaux de Gabriel Lippmann, en 1891.

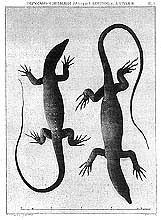
Illustration du livre Photographie Zoologique (1853), de Rousseau et Devéria (dessin), prise selon le procédé mis au point par Abel Niépce de Saint-Victor.

#### Radioactivité
Abel Niépce de Saint-Victor découvre, entre 1857 et 1861, que certains sels sont capables de voiler les émulsions photographiques, même dans l'obscurité. Ses résultats sont communiqués par Chevreul à l'Académie des sciences de Paris, le 16 novembre 1857,,. Abel Niépce de Saint-Victor réalise, en 1858, que cet effet anormal est dû aux sels d'uranium. Il s'aperçoit que la « lumière » qui impressionne ses plaques photographiques n'est due, ni à la phosphorescence, ni à la fluorescence, car les sels peuvent voiler les plaques très longtemps après avoir été exposés à la lumière du Soleil. Le supérieur de Niépce, Chevreul, reconnaît l'intérêt du phénomène :

« Les faits consignés dans le dernier mémoire de M. Niepce sont importants non seulement par leur liaison avec les questions qui se rattachent à la connaissance des phénomènes chimiques produits par l'action seule de la lumière ou avec son concours, mais encore, et c'est là ce qu'ils ont de nouveau surtout, en ce qui concerne son action même, sa puissance dynamique. C'est une découverte capitale que la démonstration du fait qu'un corps insolé, tel qu'un cylindre de carton blanc, agit dans l'obscurité à distance sur certains corps à l'instar de la lumière même émanerait directement du soleil. M Niepce vient de constater que le carton insolé, conservé à l'obscurité dans un cylindre de fer-blanc, est encore actif six mois après son insolation »

En 1861, Abel Niépce de Saint-Victor déclare sans ambages que les sels d'uranium émettent une sorte de radiation invisible pour l'œil humain :

« Un dessin tracé sur une feuille de papier blanc, avec une solution de sulfate de quinine, un des corps les plus fluorescents connus à l'époque, qui exposé au soleil et appliqué sur papier sensible, se reproduit en noir beaucoup plus intense que le papier blanc qui forme le fond du dessin. Une lame de verre interposée entre le dessin et le papier sensible empêche toute impression ; une lame de verre jaune colorée à l'oxyde d'urane produit le même effet. Dans une deuxième expérience on prend une feuille de papier restée plusieurs jours dans l'obscurité, on la couvre d'un cliché photographique sur verre ou papier, on l'expose aux rayons solaires dans un temps plus ou moins long suivant l'intensité de la lumière et on la rapporte à l'obscurité, on enlève le cliché qui la couvre et on la traite par une solution d'azotate d'argent, on voit apparaître dans l'espace de peu de temps une image qu'il suffit de laver à l'eau pour la fixer. Si on veut obtenir une image plus rapide et plus vigoureuse, on imprégnera préalablement la feuille de papier d'une substance qui subit dans un plus haut degré que lui l'action lumineuse dont il est question dans ce mémoire. Une substance de ce genre est l'azotate d'urane obtenu par traitement de l'oxyde d'urane par l'acide azotique dilué, soit en faisant dissoudre dans l'eau des cristaux d'azotate d'urane. La feuille de papier doit être imprégnée de sel d'urane en assez grande quantité pour que sa teinte soit d'un jaune paille sensible. Quand on veut expérimenter, on la recouvre d'un cliché, on l'expose au soleil environ un quart d'heure puis on la remet à l'obscurité, on la traite par une solution d'azotate d'argent et l'on voit instantanément apparaître une image vigoureuse avec la teinte des épreuves habituelles. Pour la fixer il suffit de l'immerger dans l'eau pure, afin de dissoudre toute la portion de sel d'urane qui abritée par les noirs du cliché n'a pas reçu l'action de la lumière (les sels d'urane sont insensibles à la lumière s'ils sont cristallisés) on rince à l'eau pure pour la fixer. On peut obtenir des épreuves négatives pour servir le cliché en plaçant dans la chambre obscure une feuille de papier imprégnée d'azotate d'urane. Ce procédé est lent et ne pourra servir qu'à prendre des prises de vue de monuments. Les sels d'urane peuvent être remplacés par une simple solution d'acide tartrique. Les sels d'urane sont très fluorescents et l'azotate d'urane est très phosphorescent par percussion. Ce n'est pas le cas de l'acide tartrique à moins que le sel soit un chlorure ou un bromure d'argent. Une troisième expérience consistait à envelopper une aiguille dans un papier imprégné d'azotate d'urane ou d'acide tartrique et insolé mais le résultat est négatif. Ce qui prouve que l'activité n'est pas due à l'électricité. Cette activité persistante donnée par la lumière à tous les corps poreux peut même pas être de la phosphorescence car elle ne durerait pas longtemps, d'après les expériences de M. Edmond Becquerel ; il est donc plus probable que c'est un rayonnement invisible à nos yeux, comme le croit M. Léon Foucault,. »

Abel Niépce de Saint-Victor mentionne les travaux d'Edmond Becquerel (1820-1891), père d'Henri Becquerel (1852-1908). Edmond Becquerel travaille alors avec Chevreul au Muséum d'histoire naturelle. C'est à Henri Becquerel que va être attribuée la paternité de la découverte, en 1896, de la radioactivité naturelle. En effet, Henri Becquerel a découvert la radioactivité indépendamment de Niépce de Saint-Victor, et a poussé l'étude du phénomène plus loin que ne l'a fait son prédécesseur ; il a en particulier montré que la radioactivité de l'uranium était associée à l'atome lui-même et que ce n'était pas une propriété chimique.

### Mort
Mort en 1870, il est inhumé au cimetière du Montparnasse (9e division).

## Distinctions
- Chevalier de la Légion d'honneur (décret du 10 décembre 1849)[20].

## Publications
- 1852 - Second mémoire sur l'héliochrome, Hennuyer.
- 1855 - Recherches photographiques. Photographie sur verre. Héliochromie. Gravure héliographique. Notes et procédés divers, avec portrait de l'auteur photographié par Victor Plumier, Paris, A. Gaudin, 140 p.,  (ISBN 0405096224),  (ISBN 9780405096228). (Lire en ligne)

rééd. Ayer Publishing.
- 1856 - Traité pratique de gravure héliographique sur acier et sur verre, Paris, Victor Masson.
- 1857 - Sur une nouvelle action de la lumière, mémoire original, Bibliothèque du Muséum National d'Histoire Naturelle, 1857.
- 1857 - « Mémoire sur une nouvelle action de la lumière », dans Comptes rendus hebdomadaires des séances de l'Académie des sciences, vol. 45, p. 811—815.
- 1858 - « Deuxième mémoire sur une nouvelle action de la lumière. Résultats obtenus de cette action », dans Comptes rendus hebdomadaires des séances de l'Académie des sciences, vol. 46, p. 448—452.
- 1858 - « Troisième mémoire. Sur une nouvelle action de la lumière », dans Comptes rendus hebdomadaires des séances de l'Académie des sciences, vol. 47, p. 866—869.
- 1858 - « Quatrième mémoire. Sur une action de la lumière restée inconnue jusqu'ici », dans Comptes rendus hebdomadaires des séances de l'Académie des sciences, vol. 47, p. 1002—1006.
- 1859 - « Sur un procédé pour obtenir des épreuves photographiques de couleur rouge, verte, violette et bleue», avec présentation d'épreuves réalisées par Victor Plumier, dans Comptes rendus hebdomadaires des séances de l'Académie des sciences, vol. 48, p. 740—741.
- 1859 - « Note sur l'activité de la lumière au corps qui a été frappé par elle », dans Comptes rendus hebdomadaires des séances de l'Académie des sciences, vol. 48, p. 741—742.
- 1859 - « De l'action que la lumière exerce lorsqu'elle rend les substances à l'état de solution aqueuse capables de réduire les sels d'or et d'argent », dans Comptes rendus hebdomadaires des séances de l'Académie des sciences, vol. 49, p. 815—817.
- 1861 - « Cinquième mémoire sur une nouvelle action de la lumière », dans Comptes rendus hebdomadaires des séances de l'Académie des sciences, vol. 53, p. 33—35.
- 1861 - Sur une nouvelle action de la lumière, impr. J. E. Rabutot.
- 1861 - Sur une relation existant entre la couleur de certaines flammes colorées et les images héliographiques colorées par la lumière, impr. J. E. Rabutot.
- 1867 - « Sixième mémoire », dans Comptes rendus hebdomadaires des séances de l'Académie des sciences, vol. 65, p. 505.